# أليستير ماكان
أليستير إدوارد ماكان (بالإنجليزية: Alistair Edward McCann)‏ وهو لاعب كرة قدم من آيرلندا الشمالية ولد بتاريخ 4 ديسمبر 1999 في إندبره، سكوتلندا.

## وصلات
أليستير ماكان على موقع الاتحاد الدولي (مؤرشف)  (الإنجليزية)
- أليستير ماكان على موقع الاتحاد الأوربي (الإنجليزية)
- أليستير ماكان على موقع قاعدة بيانات كرة القدم.إي يو (الإنجليزية)
- أليستير ماكان على موقع ناشيونال فوتبول تيمز (الإنجليزية)
- أليستير ماكان على موقع Soccerbase.com (لاعب) (الإنجليزية)
- أليستير ماكان على موقع Soccerway.com (الإنجليزية)
- أليستير ماكان على موقع عالم كرة القدم.نت (الإنجليزية)